# Alfred Volkland
Alfred Volkland, né le 10 avril 1841 à Brunswick et mort le 7 juillet 1905 à Bâle, est un chef d'orchestre, compositeur et pianiste allemand.

## Biographie
Alfred Volkland naît au sein de huit enfants d'un artisan peintre. Il prend des cours de piano et de violon, puis apparend la direction d'orchestre à partir de 1864 au conservatoire de Leipzig auprès notamment de Carl Reinecke et Ignaz Moscheles, et y fait connaissance de son condisciple Edvard Grieg. Il est nommé en 1866 pianiste à la Cour et en 1867 directeur de musique de Sondershausen. En 1869, il dirige les concerts Euterpe de Leipzig. Alfred Volkland épouse en 1871 Henriette Pfeifer (1840-1903), et le couple n'a pas d'enfant. Joseph Joachim a loué dans une lettre « toutes les bonnes heures avec Spitta chez vous et votre chère épouse. ». En 1874, il est cofondateur de la Bachverein (Association Bach) avec Franz von Holstein, Philipp Spitta  et son ami intime Heinrich von Herzogenberg. En 1875, il est nommé à Bâle maître de chapelle de la Société musicale et directeur de la Société chorale de Bâle et de la Liedertafel. Il est nommé ensuite Dr. phil h. c. de l'université de Bâle. Clara Schumann a assisté à de nombreuses fois à ses concerts et a souvent été reçue chez les Volkland et lui a confié la préparation de la publication des Lieder de Robert Schumann.
En 1899, il démissionne de la direction de chœur pour cause de maladie et en 1902 de la direction d'orchestre. Les archives musicales d'Alfred Volkland ont été données à la bibliothèque publique de l'université de Bâle par sa famille en 1905. Il y a des dossiers sur lui aux archives de Bâle-Ville, ainsi que celles de son épouse.

## Réception de l'œuvre
La notoriété de chef d'orchestre et chef de chœur d'Alfred Volkland s'est apparemment rapidement estompée après la fin de sa carrière active. Il n'y a pas d'enregistrements sonores de ses concerts.
Seules deux des compositions d'Alfred Volkland ont été mentionnées dans la presse spécialisée contemporaine. Une Ouverture en ré mineur, qu'il joua lors de son concert inaugural en tant que maître de chapelle des concerts Euterpe à Leipzig en 1869, et qui fut exécutée le 26 septembre 1869 à Sondershausen par son collègue Max Bruch et qui ne fut pas publiée. Un Adagio et Allegro, pièce de concert pour orchestre, ont été créés sous sa direction par le Gewandhausorchester de Leipzig le 26 janvier 1882, et ont remporté un grand succès ; la partition a été publiée. La critique dans la presse a été mitigée : partition brillamment orchestrée, mais pas assez originale et quelque peu fastidieuse.
Ses lieder et sa musique chorale qui ont été publiés ont plus quant à eux marqué l'époque et sont encore joués,.
Sa participation à la fondation de l'association Bach à Leipzig  a encore des conséquences au XXIe siècle. Elle s'est toujours engagée contre certaines interprétations de la musique d'Église de Bach avec orgue en continuo. Pour démontrer cette conception de Bach, cinq cantates de Bach ont été éditées et publiées, dont deux par Alfred Volkland.

## Œuvre
Compositions
- Ouvertüre in d-Moll. 1869[7].
- Adagio und Allegro, Konzertstück für Orchester. Rieter-Biedermann, Leipzig/ Winterthur 1882.

Travaux
- BWV 25 und BWV 65. In: Kirchen-Cantaten von Joh. Seb. Bach. Im Clavierauszuge mit unterlegter Orgelstimme herausgegeben vom Bach-Vereine in Leipzig. Rieter-Biedermann, Leipzig/ Winterthur 1876/77.
- Redaktion der Lieder Robert Schumanns für Clara Schumanns Gesamtausgabe. Breitkopf & Härtel, Leipzig 1879–1893.
- Deutscher Liederkranz. 50 Lieder f. Sopran, Alt, Ten. u. Bass. Nr. 379. Dazu die einzelnen Stimmen. Nrn. 380-83. Leipzig: Volksausgabe Breitkopf & Härtel. (ohne Angabe des Erscheinungsjahrs)
- Liederfrühling, Sammlung der schönsten und modernsten Lieder und Gesänge. Nr. 101. Volksausgabe Breitkopf & Härtel, Leipzig (ohne Angabe des Erscheinungsjahrs).

## Source de la traduction
- (de) Cet article est partiellement ou en totalité issu de l’article de Wikipédia en allemand intitulé « Alfred Volkland » (voir la liste des auteurs).